# Île de Das
Pour les articles homonymes, voir Das.
L'Île de Das (داس) est une île des Émirats arabes unis située dans le golfe Persique. Elle fait partie de l'émirat d'Abou Dabi, mais en est relativement éloignée à environ 68 miles (110 km) au nord du territoire continental de l'émirat, et presque autant des côtes du Qatar. Quasiment rectangulaire, elle fait 1,21 km sur 2,4 km. 
En décembre 2009, la société Hyundai Heavy Industries a remporté un contrat de un milliard USD pour la construction d'un complexe de traitement de gaz naturel qui sera construit sur cette île.
l'île est desservie par un aéroport local.